# 医薬品、医薬部外品、化粧品及び医療機器の品質管理の基準に関する省令
医薬品、医薬部外品、化粧品及び再生医療等製品の品質管理の基準に関する省令（いやくひん、いやくぶがいひん、けしょうひんおよびさいせいいりょうとうせいひんのひんしつかんりのきじゅんにかんするしょうれい、Good Quality Practice）は、平成16年9月22日に厚生労働省令第136号として公布された、医薬品、医療機器等の品質、有効性及び安全性の確保等に関する法律に基づく府省令である。英名の頭文字をとって、GQP、GQP省令等と略される。

## 概要
本省令は、医薬品、医療機器等の品質、有効性及び安全性の確保等に関する法律（略称：医薬品医療機器等法、薬機法）第12条の2第1号で規定された医薬品等の製造販売業許可の要件である。
医薬品、医療機器、医薬部外品、化粧品等の製造販売業許可を取得しようとする者は、薬機法第12条の2第1号の規定により、本省令の基準に適合していなければならない。
製造販売業者の義務であって、製造業者の義務ではない。したがって、省令で規定されている内容は、製造所における製造作業の品質管理（GMPもしくはQMS適用）ではなく、製造販売業者として上市のための出荷判定にかかる品質保証である。

## 内容
本省令で定められている品質管理の基準は、次のとおりである。
- 総括製造販売責任者の責務
- 品質管理業務の組織と人員
- 品質標準書の作成
- 品質管理業務の手順に関する文書
- 製造業者との取り決め
- 品質保証責任者の業務
- 市場出荷管理
- 製造業者等の製造管理、品質管理の適正の確保
- 品質等に関する情報及び品質不良等の処理
- 回収処理
- 自己点検
- 教育訓練
- 医薬品の貯蔵管理
- 文書記録管理

## 構成
本省令は、医薬品等の製造販売業者が遵守するべき品質管理の基準について定めている。構成は次のとおりである。
- 第1章　総則
- 第2章　医薬品の品質管理の基準
- 第3章　医薬部外品及び化粧品の品質管理の基準
- 第4章　医療機器の品質管理の基準
- 附則

医薬品及び化粧品、もしくは医療機器については、第2章の条文のうち適用されるべきものを準用する形となっている。

## 許可申請における取扱い
医薬品医療機器等法第12条の2第1号に基づき、本省令に適合しない場合は許可にならない。審査担当行政機関（都道府県）は、申請者から医薬品、医薬部外品、化粧品もしくは医療機器の製造販売業申請があったときは、本省令に定める基準に適合しているかどうかの調査を行う。実際には、事業者の事業所に実地に赴き、事業所及び手順書・記録の整備の状況の査察を行う。都道府県により運用方法の細部は異なり、文書類を査察前に提出させることもある。新規申請、更新申請とも同じである。